# Gradišče, Grosuplje
Gradišče este o localitate din comuna Grosuplje, Slovenia, cu o populație de 33 de locuitori.